# Sandaokan
Sandaokan (kinesiska: 三道坎, 三道坎街道) är en socken i Kina. Den ligger i den autonoma regionen Inre Mongoliet, i den norra delen av landet, omkring 440 kilometer väster om regionhuvudstaden Hohhot. Antalet invånare är 10607. Befolkningen består av 4 115 kvinnor och 6 492 män. Barn under 15 år utgör 10,0 %, vuxna 15-64 år 84 %, och äldre över 65 år 4,0 %.
Genomsnittlig årsnederbörd är 292 millimeter. Den regnigaste månaden är juli, med i genomsnitt 64 mm nederbörd, och den torraste är januari, med 1 mm nederbörd.